# インディアンヘッドジンジャー

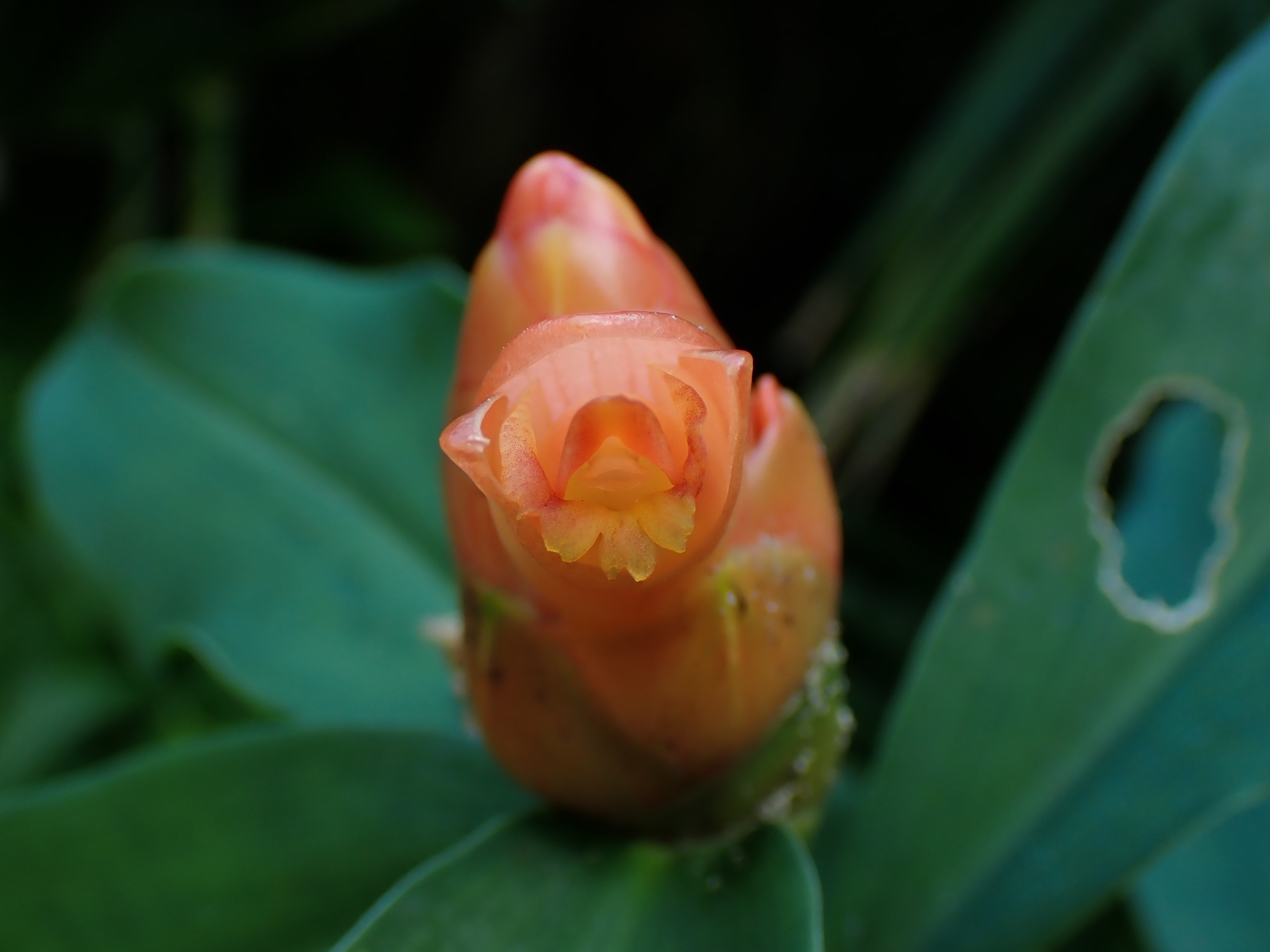
花の拡大画像
（2024年10月 沖縄県沖縄市 東南植物楽園）

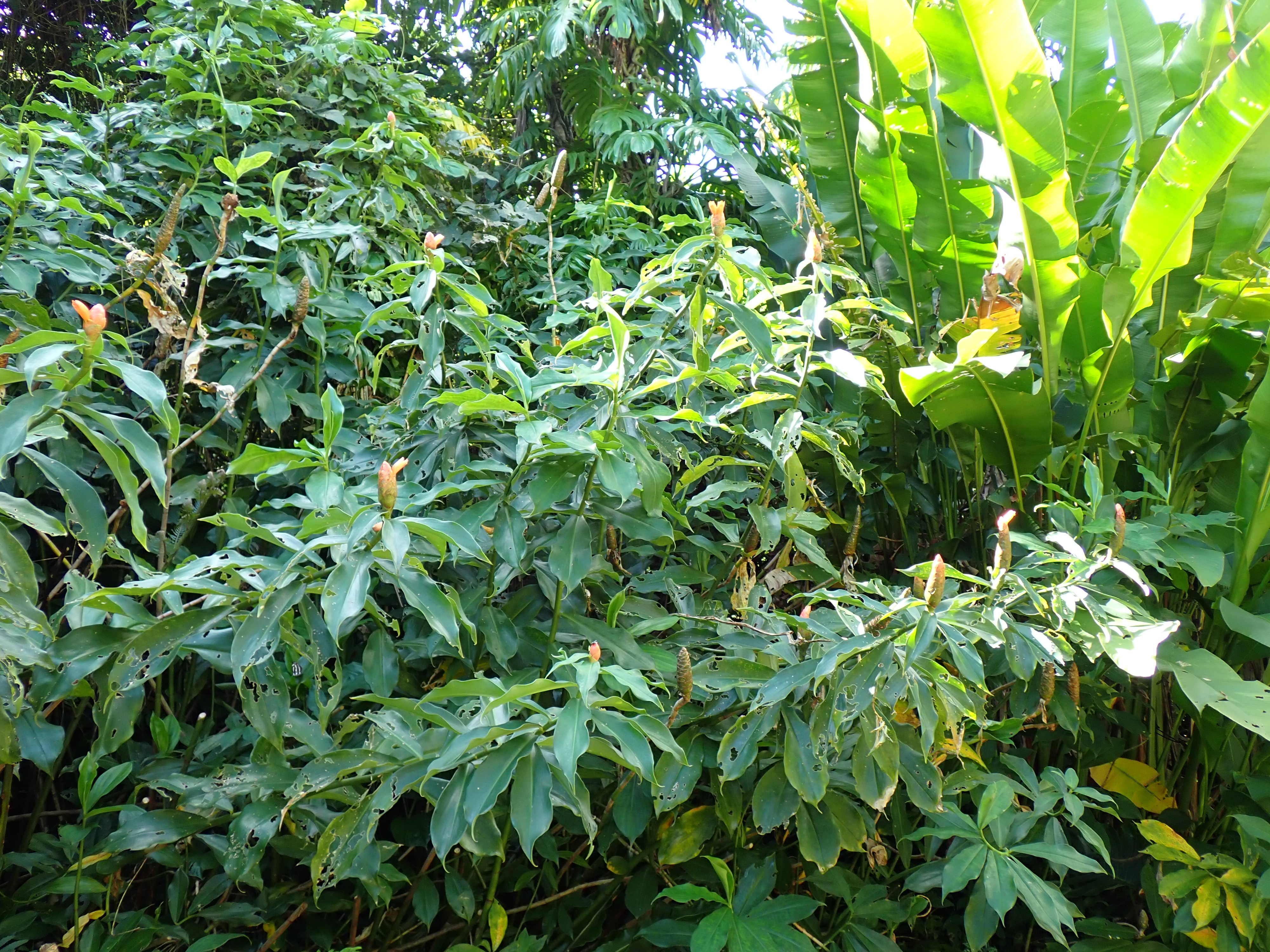
インディアンヘッドジンジャー
（2024年10月 沖縄県沖縄市 東南植物楽園）

インディアンヘッドジンジャー（別名　コスツス・スカベル、学名：Costus scaber）はオオホザキアヤメ科コスツス属の多年草。Indian head gingerとされる英名は、よく似た赤花の別種C. spicatusに対しても用いられることがある。

## 特徴
高さ1–3 m。ショウガ科とは異なり茎を有し、葉は長さ20–30 cm、幅7 cmほどの長楕円形で全縁、茎に対して一列、螺旋状につく（互生ではない）。茎の先端に長さ7–13 cm、径4 cmの花序をつける。花苞はオレンジ～朱色で、花苞の脇から同じ色の花を1輪ずつ咲かせる。花弁はラッパ状。花期は通年。

## 分布、利用
熱帯アメリカ原産。POWOではメキシコ中部～ブラジル中部原産とされ、ハワイやプエルトリコへ導入とされる。沖縄県内では庭植えにされるほか、時に林縁に帰化。